# Wereldkampioenschap voetbal 1982 (Groep D) Frankrijk - Koeweit
Het duel tussen Frankrijk en Koeweit was voor beide landen de tweede wedstrijd bij het WK voetbal 1982 in Spanje. Het duel uit groep D werd gespeeld op maandag 21 juni 1982 (aanvangstijdstip 17:15 uur lokale tijd) in het Estadio José Zorrilla in Valladolid. Frankrijk had zijn eerste wedstrijd met 3-1 verloren van Engeland, WK-debutant Koeweit speelde in de openingsronde verrassend gelijk (1-1) tegen Tsjechoslowakije.
Het was de allereerste ontmoeting ooit tussen beide landen. Het duel, bijgewoond door 30.043 toeschouwers, stond onder leiding van scheidsrechter Miroslav Stupar uit de Sovjet-Unie, die werd geassisteerd door lijnrechters Erik Frederiksson (Zweden) en Damir Matovinović (Joegoslavië).
Frankrijk won het duel zonder al te veel moeite met 4-1. Na een vierde treffer van de Fransen, van de voet van middenvelder Alain Giresse, ontstond commotie op en rondom het veld; de spelers van Koeweit protesteerden omdat ze vóór het doelpunt een fluitje van scheidsrechter Stupar meenden te hebben gehoord. Sjeik Fahid Al-Ahmad Al-Sabah bemoeide zich met de discussie en betrad het veld. Opmerkelijk genoeg gaf de scheidsrechter gehoor aan het verzoek van de sjeik en keurde het doelpunt af. Voor de uitslag maakte het uiteindelijk niet uit, de Fransen maakten vlak voor het officiële eindsignaal alsnog de 4-1.

## Wedstrijdgegevens
| Frankrijk | 4 – 1        | Koeweit |
| Bernard Genghini 31' Michel Platini 43' Didier Six 48' Maxime Bossis 89'                                                                                               | goals        | 75' Abdulaziz Al-Balushi |
| Michel Hidalgo | bondscoach   | Carlos Alberto Parreira |
| |              | |
| Jean-Luc Ettori Manuel Amoros Maxime Bossis Marius Trésor Gérard Janvion 60' Bernard Genghini Alain Giresse Michel Platini 80' Didier Six Bernard Lacombe Gérard Soler | opstellingen | Ahmad Al-Tarabulsi Naim Fajah 78' Walid Al-Mubarak Mahmoud Mubarak Saad Al-Hutti Abdulaziz Al-Balushi Abdulaziz Al-Anbari Abdullah Mayuf 46' Mohamed Karam Jasem Sultan Faisal Al-Dakhil |
| Christian Lopez 60' René Girard 80' | wissels      | 46' Fathi Matar 78' Hamud Al-Shemmari |
| |              | |
| Manuel Amoros 68' | gele kaarten | 30' Abdulaziz Al-Anbari 85' Fathi Matar |
| | rode kaarten | |

## Overzicht van wedstrijden
| Eerste ronde | | |
| Groep A | Groep B | Groep C |
| Italië – Polen Kameroen – Peru Italië – Peru Kameroen – Polen Polen – Peru Italië – Kameroen                                                       | West-Duitsland – Algerije Chili – Oostenrijk West-Duitsland – Chili Oostenrijk – Algerije Algerije – Chili West-Duitsland – Oostenrijk    | Argentinië – België Hongarije – El Salvador Argentinië – Hongarije België – El Salvador België – Hongarije Argentinië – El Salvador                |
| Groep D | Groep E | Groep F |
| Engeland – Frankrijk Tsjecho-Slowakije – Koeweit Engeland – Tsjecho-Slowakije Frankrijk – Koeweit Frankrijk – Tsjecho-Slowakije Engeland – Koeweit | Spanje – Honduras Joegoslavië – Noord-Ierland Spanje – Joegoslavië Honduras – Noord-Ierland Honduras – Joegoslavië Spanje – Noord-Ierland | Brazilië – Sovjet-Unie Schotland – Nieuw-Zeeland Brazilië – Schotland Sovjet-Unie – Nieuw-Zeeland Sovjet-Unie – Schotland Brazilië – Nieuw-Zeeland |

| Tweede ronde                                            |                                                                     |                                                             |                                                                             |
| Groep 1                                                 | Groep 2                                                             | Groep 3                                                     | Groep 4                                                                     |
| België – Polen België – Sovjet-Unie Polen – Sovjet-Unie | Engeland – West-Duitsland West-Duitsland – Spanje Engeland – Spanje | Italië – Argentinië Brazilië – Argentinië Italië – Brazilië | Frankrijk – Oostenrijk Oostenrijk – Noord-Ierland Noord-Ierland – Frankrijk |
| Halve finales                                           |                                                                     |                                                             |                                                                             |
| Polen – Italië                                          | Polen – Italië                                                      | West-Duitsland – Frankrijk                                  | West-Duitsland – Frankrijk                                                  |
| Troostfinale                                            |                                                                     |                                                             |                                                                             |
| Frankrijk – Polen                                       |                                                                     |                                                             |                                                                             |
| Finale                                                  |                                                                     |                                                             |                                                                             |
| Italië – West-Duitsland                                 |                                                                     |                                                             |                                                                             |